# This War of Mine

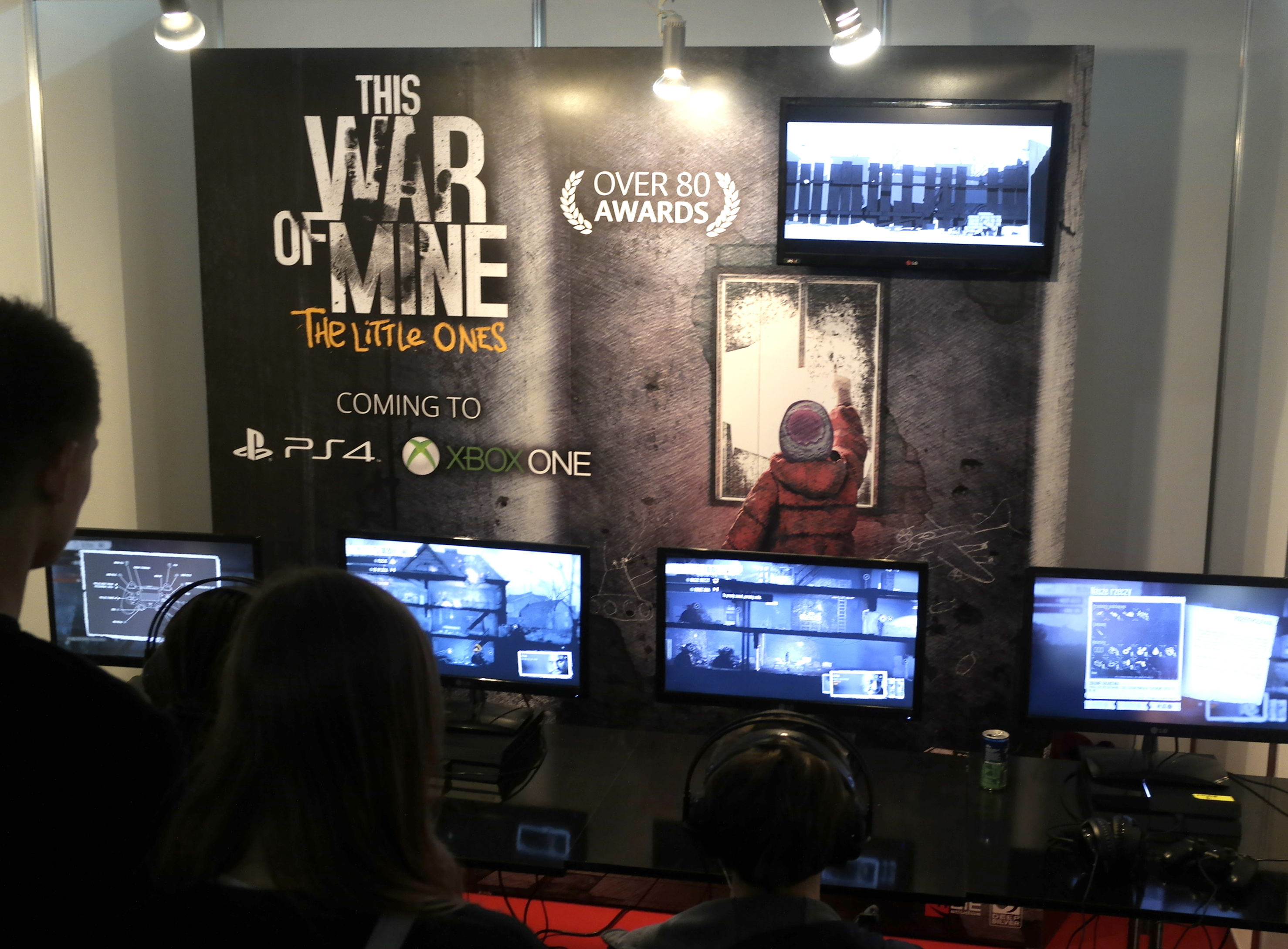
Ausstellung in der pl:Poznań Game Arena 2015

This War of Mine ist ein Computerspiel von 11 Bit Studios, das am 14. November 2014 erschien. Es handelt sich um eine Überlebenssimulation in 2½D-Darstellung, in der man eine Gruppe von bis zu vier Menschen kontrolliert, die versuchen, in den Ruinen einer Stadt zu überleben, die dem Krieg zum Opfer gefallen ist und in der nun Chaos herrscht. Die Stadt ist hauptsächlich von weiteren Überlebenden, dem Militär und Banditen besetzt, die versuchen, das Beste aus ihrer Situation zu machen. Am 29. Januar 2016 wurde unter dem Titel This War of Mine: The Little Ones eine Version mit zusätzlichen Missionen und Charakteren für PlayStation 4 und Xbox One veröffentlicht. Im November 2018 kam eine Version des Spiels für Nintendo Switch als This War of Mine: Complete Edition auf den Markt.

## Spielprinzip
Das Spiel wirft den Spieler relativ unvorbereitet in das Geschehen. Anhand eines kurzen Textes wird das Zusammenfinden der Protagonisten erzählt. Diese werden bei Spielbeginn per Zufall bestimmt, oder ab Version 1.2 auch manuell. Anschließend kann man damit beginnen, die Ruine, in welcher die Überlebenden Zuflucht gefunden haben, nach verwertbaren Materialien zu durchsuchen, Geröll beiseite zu räumen und erste Gegenstände für das Überleben herzustellen. Das Herstellen besserer Gegenstände verbraucht dabei größere Mengen an Ressourcen und dauert länger. Am Ende jeden Tages ist es möglich, den Protagonisten Tätigkeiten wie Wache halten, Schlafen oder Plündern zuzuweisen. Bei letzterem übernimmt der Spieler die Steuerung eines Protagonisten und kann einen Ort in der Umgebung, beispielsweise ein Einfamilienhaus oder ein Krankenhaus, besuchen. Im weiteren Spielverlauf kommen neue und stärker bewachte Örtlichkeiten dazu. Dabei trifft der Spieler bisweilen auf Nicht-Spieler-Charaktere, welche dem Spieler helfen, ihrerseits Hilfe erbitten, den Handel mit Gegenständen ermöglichen oder auch feindlich gesinnt sind.
Ziel des Spiels ist es, solange zu überleben, bis der Krieg letztendlich vorüber ist.

## Erweiterungen
Am 1. Juni 2016 erschien der in den Versionen für PlayStation 4 und Xbox One bereits enthaltene DLC The Little Ones, in dem unter anderem Kinder als spielbare Charaktere eingefügt wurden, auch für PC.
Im November 2017 wurde mit Father’s Promise der erste von drei Story-DLCs veröffentlicht, im November 2018 mit The Last Broadcast der zweite und im August 2019 mit Fading Embers der dritte.

## Produktion
Die Produktion durch die polnischen 11 Bit Studios erfolgte auch mit Unterstützung durch Veteranen.

## Rezeption
Das Spiel wurde ausgezeichnet als Teil des nationalen kulturellen Erbe Polens. Auf Initiative des Ministerpräsidenten Mateusz Morawiecki gehört das Spiel zudem seit 2020 zu den Leseempfehlungen für polnische Schüler ab achtzehn Jahren. Von März bis April 2018 war This War of Mine Teil der vom Goethe-Institut Thailand und des Fachbereichs für Industriedesign der Chulalongkorn-Universität organisierten Ausstellung Games and Politics. Im September desselben Jahres gehörte der Titel zu der Ausstellung The New New, die in Zusammenarbeit mit dem Goethe-Institut Thessaloniki und dem Zentrum für Kunst und Medien auf der Internationalen Messe Thessaloniki entstand.

### Kritiken
“11 Bit Studios is trying to create something that leaves you with a lasting, emotional understanding of what warzone survival truly entails. It’s ambitious, but so far the ideals aren’t let down by the execution: it is aiming for a very, very difficult balance, and at least in the preview, is hitting it dead on. […] [T]he designers have built something in which it’s possible to survive, but only just …”

„Die 11-Bit-Studios versuchen etwas zu erschaffen, das einen mit einem bleibenden, emotionalen Verständnis dafür zurücklässt, was Überleben in einem Kriegsgebiet wirklich mit sich bringt. Das ist ambitioniert, aber bis jetzt wurden diese Ideale von der Umsetzung nicht vernachlässigt: Das Ziel ist eine sehr, sehr schwierige Balance, aber zumindest die Vorabversion trifft voll ins Ziel. Die Entwickler haben etwas gebaut, in dem es möglich ist zu Überleben, aber auch nur genau das.“

„Betten bauen, Wodka destillieren, Freunde opfern um Familienangehörige zu retten. […] This War of Mine ist nicht nur hart und direkt, sondern auch eine in sich geschlossene Wirtschaftssimulation mit Produktionskreisläufen wie DayZ. This War of Mine präsentiert sich sehr viel nüchterner und minimalistischer als es der erste Trailer vermuten ließ. Aber das Konzept sieht jetzt schon sehr spannend aus, weil wir erstaunlich viel technisches Wissen mitbringen, kombinieren und tüfteln müssen. Warum? Weil die echten Zivilisten in ausgebombten Städten keine Pläne haben wie man Betten, Öfen oder Destillen baut, müssen wir uns dieses Knowhow auch erst erarbeiten. Interessanterweise will das Spiel dabei gar kein moralischer Zeigefinger sein, sondern mehr einen Ist-Zustand darstellen: Wir im Krieg, was tun?“

### Auszeichnungen
- SXSW Gaming Awards[11]
- Matthew Crump Cultural Innovation Award
- Deutscher Computerspielpreis 2015 in den Kategorien „Beste Internationale neue Spielewelt“ und „Bestes Internationales Spiel“[12]

### Finanzieller Erfolg
Auch finanziell war das Spiel für 11 Bit Studios ein Erfolg. Die Produktion des Spiels kostete etwa 500.000 Euro, das Geld wurde nach zwei Tagen im Verkauf wieder eingespielt. Die Kosten für eine 11-Bit-Aktie stiegen über Nacht von 2 auf 20 Euro. Bis Mitte 2015, noch vor der Veröffentlichung auf Android und iOS, spielte This War of Mine 2,5 bis 3,5 Millionen € ein. Das Unternehmen sei im finanziell besten Zustand, in dem es je war, meinte Karol Zajaczkowski, der Pressesprecher von 11 Bit Studios.